# 12e conseil des ministres du Canada

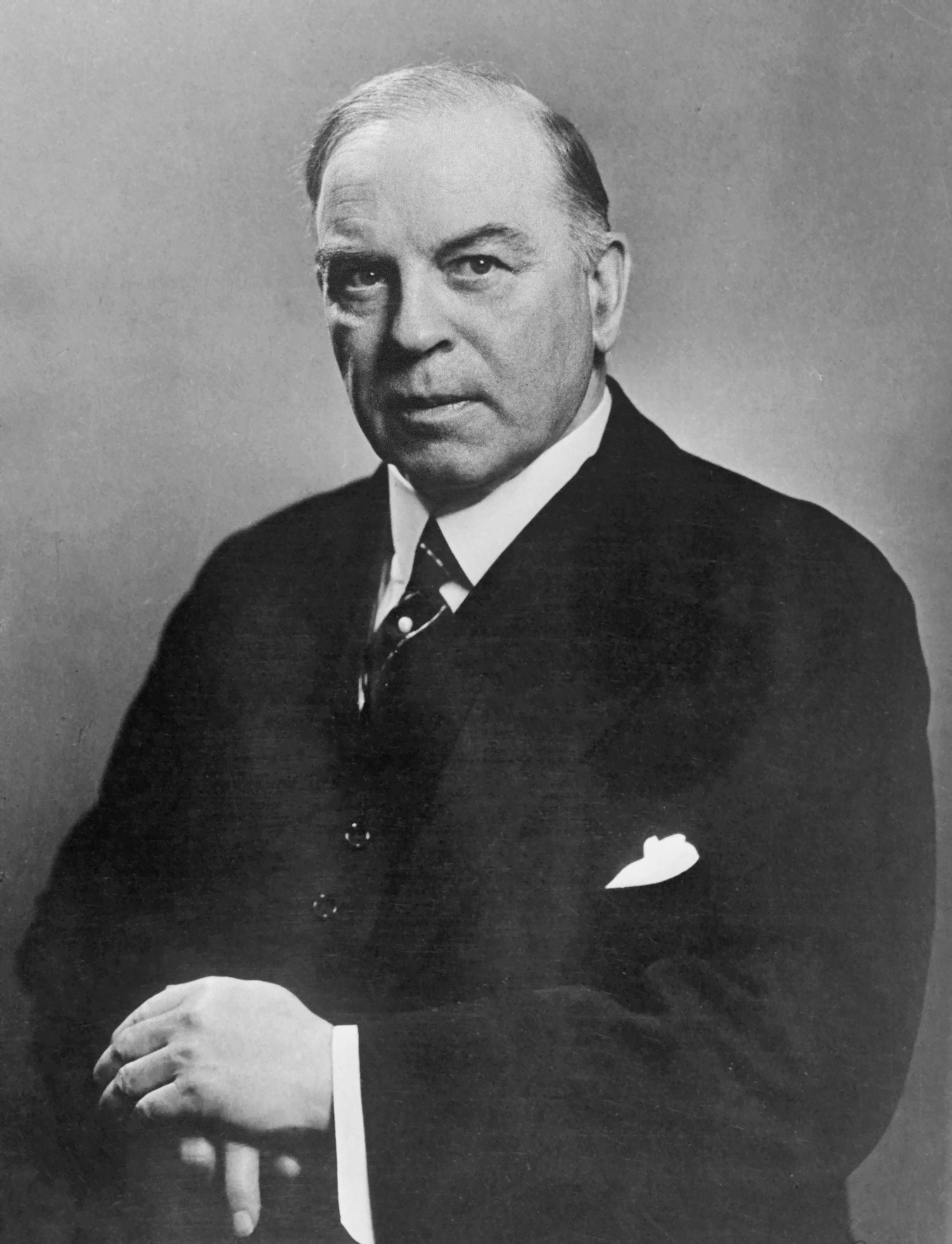
Portrait de William Lyon Mackenzie King

Le 12e conseil des ministres du Canada fut formé du cabinet durant le gouvernement de William Lyon Mackenzie King. Ce conseil fut en place du 29 décembre 1921 au 28 juin 1926, soit durant la 14e et la majeure partie de la 15e législature. Ce gouvernement fut dirigé par le Parti libéral du Canada.

## Conseils des ministres et membre du cabinet
- Premier ministre du Canada

1. 1921-1926 William Lyon Mackenzie King

- Surintendant général des Affaires indiennes

1. 1921-1926 Charles Stewart

- Ministre de l'Agriculture

1. 1921-1926 William Richard Motherwell

- Ministre des Chemins de fer et Canaux

1921-1923 William Costello Kennedy
1. 1923-1923 Vacant
2. 1923-1926 George Perry Graham
3. 1926-1926 Vacant
4. 1926-1926 Charles Avery Dunning

- Ministre du Commerce

1. 1921-1923 James Alexander Robb
2. 1923-1925 Thomas Andrew Low
3. 1925-1926 James Alexander Robb (Intérim)

- Président du Conseil privé

1. 1921-1926 William Lyon Mackenzie King

- Ministre de la Défense nationale

1. 1923-1923 George Perry Graham
2. 1923-1923 Edward Mortimer Macdonald (Intérim)
3. 1923-1926 Edward Mortimer Macdonald

- Ministre des Douanes et de l'Accise

1. 1921-1925 Jacques Bureau
2. 1925-1926 Georges Henri Boivin

- Ministre des Finances et Receveur général

1. 1921-1925 William Stevens Fielding
2. 1925-1926 James Alexander Robb

- Ministre de l'Immigration et de la Colonisation

1. 1921-1922 Vacant
2. 1922-1922 Hewitt Bostock (Sénateur)
3. 1922-1922 Vacant
4. 1922-1923 Charles Stewart (Intérim)
5. 1923-1925 James Alexander Robb
6. 1925-1925 Vacant
7. 1925-1925 George Newcombe Gordon
8. 1925-1926 Charles Stewart (Intérim)

- Ministre de l'Intérieur

1. 1921-1926 Charles Stewart

- Ministre de la Justice et procureur général du Canada

1. 1921-1924 Lomer Gouin
2. 1924-1924 Ernest Lapointe (Intérim)
3. 1924-1926 Ernest Lapointe

- Ministre de la Marine et des Pêcheries

1. 1921-1924 Ernest Lapointe
2. 1924-1926 Pierre Joseph Arthur Cardin

- Ministre de la Milice et de la Défense

1. 1921-1922 George Perry Graham

- Ministre des Mines

1. 1921-1926 Charles Stewart

- Ministre des Postes

1. 1921-1926 Charles Murphy (Sénateur)

- Ministre sans portefeuille

1. 1921-1926 Raoul Dandurand (Sénateur)
2. 1921-1923 Thomas Andrew Low
3. 1921-1925 John Ewen Sinclair
4. 1923-1923 Edward Mortimer Macdonald
5. 1924-1925 Harold Buchanan McGiverin
6. 1925-1926 Herbert Meredith Marler
7. 1925-1925 Charles Vincent Massey
8. 1926-1926 George Perry Graham

- Ministre du Rétablissement des soldats à la vie civile

1. 1921-1926 Henri Sévérin Béland (Sénateur)
2. 1926-1926 John Campbell Elliott

- Secrétaire d'État du Canada

1. 1921-1925 Arthur Bliss Copp
2. 1925-1925 Vacant
3. 1925-1925 Walter Edward Foster
4. 1925-1926 Charles Murphy (Sénateur)
5. 1926-1926 Ernest Lapointe

- Ministre du service de la Marine

1. 1921-1922 George Perry Graham

- Solliciteur général du Canada

1. 1921-1923 Daniel Duncan McKenzie
2. 1923-1923 Vacant
3. 1923-1925 Edward James McMurray
4. 1925-1925 Vacant

- Ministre du Travail

1. 1921-1925 James Murdock
2. 1925-1926 James Horace King (Intérim)
3. 1926-1926 John Campbell Elliott

- Ministre des Travaux publics

1. 1921-1922 Hewitt Bostock (Sénateur)
2. 1922-1926 James Horace King

## Non-membres du Cabinet
- Secrétaire parlementaire du Rétablissement des soldats à la vie civile

1. 1921-1926 Vacant

- Solliciteur général du Canada

1. 1925-1926 Lucien Cannon

## Non-membres du Ministère
- Sous-secrétaire d'État parlementaire pour les Affaires extérieures

1. 1921-1922 Lucien Turcotte Pacaud